# 加賀百万石〜母と子の戦国サバイバル
『加賀百万石〜母と子の戦国サバイバル』（かがひゃくまんごく ははとこのせんごくサバイバル）は、1999年1月3日にNHK総合テレビにて放送された特別枠の時代劇。NHKソフトウェアから2002年にビデオ（VHS）化されたが、現在絶版となっている。
後の大河ドラマ『利家とまつ〜加賀百万石物語〜』の原型になったとも言われる作品である。
視聴率は関東で10.5%であった。

## 概要
作家・津本陽の長編小説『前田利家』『加賀百万石』を題材にしたドラマで、作品の中から醍醐の花見から関ヶ原の戦いを中心とし、主人公・まつが江戸から解放されるまでの20年弱にスポットを当て、タイトル通り「母・まつと息子・利長と利政の前田家生き延び作戦」を描いた内容となっている。

## あらすじ
五大老の一人・前田利家の正室であるまつは、子供にも恵まれ、夫にも大事にされてはいるが、「女」としての寵愛は側室のちよに奪われ、何となく張り合いのない日々を送っていた。しかし、豊臣秀吉が死に、夫も病に倒れ、徳川家康の陰謀の矢面に立たされることとなる…。

## スタッフ
- 原作：津本陽
『前田利家』（講談社）上巻：ISBN 4062635925　中巻：ISBN 4062635933　下巻：ISBN 4062635941
『加賀百万石』（講談社）ISBN 4062646617
- 脚本：大野靖子
- チーフディレクター：
- チーフプロデューサー：
- 音楽：羽田健太郎
- 演出：望月良雄

## キャスト
- おまつ→芳春院：松坂慶子
- 前田利家：原田芳雄
- 前田利長：髙嶋政宏
- 前田利政：加藤晴彦
- 村井豊後守：石倉三郎
- 孝蔵主：浅利香津代
- 生駒正成：鶴田忍
- 今井宗薫：斎藤晴彦
- 徳川秀忠：川野太郎
- 奥村備後守：林邦史朗
- 井伊直政：信太昌之
- 本多忠勝：竹田寿郎
- 増田長盛：吉岡祐一
- 土佐与一：鈴木浩介
- 織田信長：津嘉山正種（声のみ）
- 淀：松嶋菜々子
- 京極：夏川結衣
- 加賀殿：福島たま美
- ちよ→寿福院：小川範子
- 横山長知：坂上忍
- 石田三成：益岡徹
- 豊臣秀吉：佐藤慶
- 豊臣秀頼：伊藤優樹
- 北政所→高台院：藤村志保
- 徳川家康：里見浩太朗

## ビデオ
- 「加賀百万石〜母と子の戦国サバイバル」（NHKソフトウェア）ASIN B00005Y19I